# Fédération des sociétés d'anciens de la Légion étrangère
La Fédération des sociétés des Anciens de la Légion étrangère est une association de type loi de 1901 fédérant différentes représentations d'anciens légionnaires à travers le monde.

## Historique
Si des associations regroupant d'anciens légionnaires ont rapidement vu le jour au cours de l'histoire de cette institution, c'est en 1912 qu'est créée l'ancêtre de la FSALE. Son premier président en fut M Maurer, président de la première amicale d'anciens légionnaires, "La Légion", créée en 1898.
En raison de la Première Guerre mondiale, l'association cessa ses activités en 1914. En 1920, une nouvelle tentative de remise sur pieds, initiée par M Braunschweig, ancien secrétaire général, mais elle ne put être menée à son terme faute d'un nombre suffisant d'associations à fédérer. 

### L'Union des sociétés d'anciens légionnaires (l'USAL)
En 1931, à la suite de la "cérémonie du centenaire" (centenaire de la création de la Légion étrangère), le général Rollet, inspecteur de la Légion étrangère, réunit un congrès d'anciens légionnaires réunissant plus de 200 participants, membres de 23 sociétés, à Sidi bel-Abbès, "Maison mère" de la Légion à cette époque.
C'est à cette occasion qu'est décidée la création d'une union ayant pour but de fédérer les différentes sociétés et associations d'anciens légionnaires. Cette union est officiellement créée le 3 juin 1931 sous la présidence de M Maurer. Elle compte alors 33 associations membres.
La Seconde Guerre mondiale est de nouveau l'occasion d'une mise en sommeil.
Dès 1945, les anciens membres de l'USAL se regroupent afin de mettre sur pied un congrès qui se tient en 1947 à Paris, et qui réunit 28 sociétés.

### La Fédération des sociétés d'anciens de la Légion étrangère
C'est en 1960 que l'USAL change de nom pour prendre celui de FSALE.

## Liste des présidents
| Liste des présidents de l'USAL et de la FSALE |           |  |                        |           |
| M Maurer                                      |           |  | M Smid                 | 1948-1950 |
| général Flipo                                 | 1950-1966 |  | général Gaultier       | 1966-1969 |
| général Flipo                                 | 1969-1973 |  | général Spitzer        | 1973-1977 |
| général Nouguès                               | 1977-1980 |  | général Jean Compagnon | 1980-1991 |
| général Jean Claude Coullon                   | 1991-2001 |  | général Robert Rideau  | 2001-2013 |
| général Gausseres                             | 2013-2019 |  |                        |           |

## Organisation
L'association regroupant non pas des particuliers, mais des associations, son assemblée générale est constituée de représentants des différentes associations d'anciens légionnaires membres au prorata de leur nombre de membres actifs.
Le fonctionnement courant est régi par un bureau ayant une délégation du conseil d'administration élu au cours de l'assemblée générale.
Tous les trois ans, l'assemblée générale se déroule sous forme d'un congrès national organisé par une ou plusieurs associations locales (congrès : 1998, 2001, 2004, 2007, 2010).